# Harpactea punica
Harpactea punica är en spindelart som beskrevs av Pietro Alicata 1974. Harpactea punica ingår i släktet Harpactea och familjen ringögonspindlar. Inga underarter finns listade i Catalogue of Life.